# Tadeusz Rutkowski (historyk)
Tadeusz Paweł Rutkowski (ur. 18 sierpnia 1965 w Warszawie) – polski historyk, doktor habilitowany, pracownik naukowy Wydziału Historii Uniwersytetu Warszawskiego.

## Życiorys
W 1992 ukończył studia w Instytucie Historycznym Uniwersytetu Warszawskiego. W latach 1994–1998 był doktorantem w Instytucie Historycznym UW. W 1998 otrzymał stopień naukowy doktora na podstawie napisanej pod kierunkiem Mariana Wojciechowskiego pracy Stanisław Kot (1885–1975). Biografia polityczna. W 2009 habilitował się. Zatrudniony w Urzędzie do spraw Kombatantów i Osób Represjonowanych w latach 1992–1994 i 1999–2003; w Fundacji Polsko-Niemieckie Pojednanie w latach 1996–1999. Od grudnia 1998 zatrudniony w IH UW jako adiunkt, od 2022 jako profesor uczelni. Członek Towarzystwa Miłośników Historii i Towarzystwa Historiograficznego. Specjalizuje się w historii XX wieku, zwłaszcza okresu II wojny światowej i PRL.

## Wybrane publikacje
- Stanisław Kot 1885–1975. Biografia polityczna, Warszawa: „DiG” 2000.
- Nauki historyczne w Polsce 1944–1970. Zagadnienia polityczne i organizacyjne, Warszawa: Wydawnictwa Uniwersytetu Warszawskiego 2008.
- Spętana Akademia. Polska Akademia Nauk w dokumentach władz PRL, t. 1: Materiały Służby Bezpieczeństwa (1967–1987), wybór, wstęp i oprac. Patryk Pleskot, Tadeusz Paweł Rutkowski, Warszawa: Instytut Pamięci Narodowej. Komisja Ścigania Zbrodni przeciwko Narodowi Polskiemu 2009.
- (wstęp) Melchior Wańkowicz, Strzępy epopei; Szpital w Cichiniczach; Wrzesień żagwiący; Po klęsce, wstęp Tadeusz Paweł Rutkowski, posłowie Aleksandra Ziółkowska-Boehm, Warszawa: Prószyński Media 2009.
- Polskie Towarzystwo Historyczne w latach 1945–1958. Zarys dziejów, Toruń: Wydawnictwo Adam Marszałek 2009.
- Adam Bromberg i „encyklopedyści”: kartka z dziejów inteligencji w PRL, Warszawa: Wydawnictwa Uniwersytetu Warszawskiego 2010.
- Spętana Akademia. Polska Akademia Nauk w dokumentach władz PRL, t. 2: Materiały partyjne (1950–1986), wybór, wstęp i oprac. Patryk Pleskot, Tadeusz Paweł Rutkowski, Warszawa: Instytut Pamięci Narodowej. Komisja Ścigania Zbrodni przeciwko Narodowi Polskiemu 2012.
- Stanisław Kot 1885–1975. Między nauką a polityką, Warszawa, Muzeum Historii Polskiego Ruchu Ludowego 2012.
- Alicja Kulecka, Tadeusz Paweł Rutkowski, Oczami agenta. Środowiska naukowe i archiwalne w doniesieniach TW „Zyg” – Zygmunta Kolankowskiego, Warszawa: Wydawnictwo Neriton 2012.
- Powszechne Zjazdy Historyków Polskich w Polsce Ludowej. Dokumenty i materiały, wstęp, wybór i opracowanie Tadeusz Paweł Rutkowski, Toruń: Wydawnictwo Adam Marszałek 2014.
- (redakcja) Jerzy Feliks Szymański, Losy skoczka: wspomnienia oficera Wojska Polskiego, szkoleniowca cichociemnych, uczestnika powstania warszawskiego, uciekiniera z obozu jenieckiego i współpracownika bezpieki, oprac. Tadeusz Paweł Rutkowski, Warszawa: Dom Wydawniczy PWN 2015.
- Józef Polikarp Brudziński (1874–1917). Budował w dniach zamętu i zwątpienia ..., Warszawa: Wydawnictwa Uniwersytetu Warszawskiego 2017.
- Historiografia i historycy w PRL Szkice, Warszawa: Instytut Pamięci Narodowej. Komisja Ścigania Zbrodni przeciwko Narodowi Polskiemu 2019.
- Pańska, szlachecka, faszystowska. Polska w sowieckiej w sowieckiej propagandzie, kulturze i historiografii, Narodowe Centrum Kultura, Warszawa 2020.
- Dokumenty odrodzonego Uniwersytetu Warszawskiego z lat 1915 - 1919, wstęp i opracowanie Tadeusz P. Rutkowski, Wydawnictwa Uniwersytetu Warszawskiego, Warszawa 2022.
- (redakcja) Tadeusz Brudziński, Listy do matki niewysłane (1940 - 1941), wstęp i opracowanie Tadeusz Paweł Rutkowski, Wydawnictwa Uniwersytetu Warszawskiego, Warszawa 2023.
- Władze RP na uchodźstwie wobec Żydów obywateli polskich w ZSRS i na Bliskim Wschodzie (1941 - 1945) w świetle dokumentów polskich, wybrał, opracował i wstępem opatrzył Tadeusz Paweł Rutkowski, Instytut Pileckiego, Warszawa 2025.